# Enzimas pancreáticas (medicação)
Enzimas pancreáticas são misturas comerciais de amilase, lipase e protease. Elas são usadas para tratar o síndrome de má-absorção, devido a problemas no pâncreas. Estes problemas pancreáticos podem ser devido a fibrose cística, a remoção cirúrgica do pâncreas, a longo prazo, pancreatite ou câncer de pâncreas, entre outros. Isto é tomado por via oral.
Efeitos secundários comuns incluem vómitos, dor abdominal, constipação e diarreia. Outros efeitos secundários incluem irritação perianal e hiperuricemia. As enzimas são de porcos. Acredita-se que o uso possa ser seguro durante a gravidez. Os componentes são enzimas digestivas similares àquelas normalmente produzidas pelo pâncreas humano. Elas ajudam a pessoa a digerir gorduras, amidos e proteínas.
Enzimas pancreáticas são utilizadas como medicamentos pelo menos desde os anos 1800. Faz parte da Lista de Medicamentos Essenciais da Organização Mundial de Saúde, uma lista dos mais eficazes e seguros medicamentos que são necessários em um sistema de saúde. No Reino Unido, um mês típico de abastecimento custa ao SNS cerca de 11.64 libras. Nos Estados Unidos um mês de tratamento, normalmente, tem um custo que varia entre 50 a 100 dólares.